# 北緯56度線
北緯56度線（ほくい56どせん）は、地球の赤道面より北に地理緯度にして56度の角度を成す緯線。ヨーロッパ、アジア、太平洋、北アメリカ、大西洋を通過する。
この緯度の下では、夏至点時の可照時間は17時間37分で、冬至点時は6時間57分である。

## 通過する地域一覧
北緯56度線は、本初子午線から東に向かって以下の場所を通っている。
| 地理座標                                               | 国土・領土・領海     | 備考 |
| ------------------------------------------------------ | -------------------- | --- |
| 北緯56度0分 東経0度0分 / 北緯56.000度 東経0.000度      | 北海                 | |
| 北緯56度0分 東経8度7分 / 北緯56.000度 東経8.117度      | デンマーク           | ユトランド半島（本土） |
| 北緯56度0分 東経10度17分 / 北緯56.000度 東経10.283度   | カテガット海峡       | デンマーク・サムセー島の北を通過 |
| 北緯56度0分 東経11度55分 / 北緯56.000度 東経11.917度   | デンマーク           | シェラン島 |
| 北緯56度0分 東経12度35分 / 北緯56.000度 東経12.583度   | エーレスンド海峡     | |
| 北緯56度0分 東経12度43分 / 北緯56.000度 東経12.717度   | スウェーデン         | |
| 北緯56度0分 東経14度44分 / 北緯56.000度 東経14.733度   | バルト海             | |
| 北緯56度0分 東経21度4分 / 北緯56.000度 東経21.067度    | リトアニア           | |
| 北緯56度0分 東経25度52分 / 北緯56.000度 東経25.867度   | ラトビア             | |
| 北緯56度0分 東経27度49分 / 北緯56.000度 東経27.817度   | ベラルーシ           | |
| 北緯56度0分 東経28度43分 / 北緯56.000度 東経28.717度   | ロシア               | 約13km |
| 北緯56度0分 東経28度55分 / 北緯56.000度 東経28.917度   | ベラルーシ           | 約17km |
| 北緯56度0分 東経29度12分 / 北緯56.000度 東経29.200度   | ロシア               | モスクワの北を通過 |
| 北緯56度0分 東経137度25分 / 北緯56.000度 東経137.417度 | オホーツク海         | |
| 北緯56度0分 東経155度40分 / 北緯56.000度 東経155.667度 | ロシア               | カムチャツカ半島 |
| 北緯56度0分 東経162度5分 / 北緯56.000度 東経162.083度  | ベーリング海         | |
| 北緯56度0分 西経160度34分 / 北緯56.000度 西経160.567度 | アメリカ合衆国       | アラスカ州 - アラスカ半島 |
| 北緯56度0分 西経158度25分 / 北緯56.000度 西経158.417度 | 太平洋               | アラスカ湾 - アメリカ合衆国アラスカ州セミディ諸島（英語版）の南を通過、チリコフ島（英語版）の北を通過 アメリカ合衆国アラスカ州クイウ島（英語版）の南を通過 |
| 北緯56度0分 西経133度35分 / 北緯56.000度 西経133.583度 | アメリカ合衆国       | アラスカ州 - コシチューシコ島（英語版）、プリンスオブウェールズ島、エトリン島（英語版）、アラスカ・パンハンドル                                            |
| 北緯56度0分 西経130度1分 / 北緯56.000度 西経130.017度  | カナダ               | ブリティッシュコロンビア州 アルバータ州 サスカチュワン州 マニトバ州 オンタリオ州                                                                           |
| 北緯56度0分 西経87度26分 / 北緯56.000度 西経87.433度   | ハドソン湾           | |
| 北緯56度0分 西経79度53分 / 北緯56.000度 西経79.883度   | カナダ               | ヌナブト準州 - フラハーティー島（英語版）、Innetalling島                                                                                                   |
| 北緯56度0分 西経78度59分 / 北緯56.000度 西経78.983度   | ハドソン湾           | |
| 北緯56度0分 西経76度46分 / 北緯56.000度 西経76.767度   | カナダ               | ケベック州 ニューファンドランド・ラブラドール州 |
| 北緯56度0分 西経60度49分 / 北緯56.000度 西経60.817度   | 大西洋               | |
| 北緯56度0分 西経6度0分 / 北緯56.000度 西経6.000度      | イギリス             | スコットランド - ジュラ島 |
| 北緯56度0分 西経5度48分 / 北緯56.000度 西経5.800度     | ジュラ海峡（英語版） | |
| 北緯56度0分 西経5度41分 / 北緯56.000度 西経5.683度     | イギリス             | スコットランド |
| 北緯56度0分 西経3度21分 / 北緯56.000度 西経3.350度     | フォース湾           | フォース鉄道橋を通過、エディンバラの北を通過 |
| 北緯56度0分 西経2度53分 / 北緯56.000度 西経2.883度     | イギリス             | スコットランド |
| 北緯56度0分 西経2度30分 / 北緯56.000度 西経2.500度     | 北海                 | |